# 메이저 리그 베이스볼의 야구장 목록
다음은 미국의 프로 야구 메이저 리그 베이스볼 경기장 목록이다.

## 목록
- PNC 파크 - 피츠버그 파이리츠
- T-모바일 파크 - 시애틀 매리너스
- 개런티드 레이트 필드 - 시카고 화이트삭스
- 그레이트 아메리칸 볼 파크 - 신시내티 레즈
- 글로브 라이프 필드 - 텍사스 레인저스
- 내셔널스 파크 - 워싱턴 내셔널스
- 다저 스타디움 - 로스앤젤레스 다저스
- 로저스 센터 - 토론토 블루제이스
- 리글리 필드 - 시카고 컵스
- 링센트럴 콜리시엄 - 오클랜드 애슬레틱스
- 말린스 파크 - 마이애미 말린스
- 미닛 메이드 파크 - 휴스턴 애스트로스
- 밀러 파크 - 밀워키 브루어스
- 부시 스타디움 - 세인트루이스 카디널스
- 선트러스트 파크 - 애틀랜타 브레이브스
- 시티 필드 - 뉴욕 메츠
- 시티즌스 뱅크 파크 - 필라델피아 필리스
- 양키 스타디움 - 뉴욕 양키스
- 에인절 스타디움 오브 애너하임 - 로스앤젤레스 에인절스
- 오라클 파크 - 샌프란시스코 자이언츠
- 오리올 파크 앳 캠던 야즈 - 볼티모어 오리올스
- 체이스 필드 - 애리조나 다이아몬드백스
- 코메리카 파크 - 디트로이트 타이거스
- 코프먼 스타디움 - 캔자스시티 로열스
- 쿠어스 필드 - 콜로라도 로키스
- 타깃 필드 - 미네소타 트윈스
- 트로피카나 필드 - 탬파베이 레이스
- 펜웨이 파크 - 보스턴 레드삭스
- 펫코 파크 - 샌디에이고 파드리스
- 프로그레시브 필드 - 클리블랜드 인디언스

## 같이 보기
- 일본의 야구 경기장 목록